# 오동도
오동도(梧桐島)는 전라남도 여수시 오동도로222에 위치해 있는 섬이다. 또한 오동도는 앞바다 남동쪽 1km 지점에 있는 면적 0.13km2 정도의 섬으로, 한려해상 국립공원에 속해 있으며, 동백꽃과 대나무가 우거져 있어 여수시민의 휴식처이다.
현재는 육지와의 사이에 폭 5ｍ 정도의 방파제를 쌓아서 육계도화하였으므로 사람은 물론 자동차도 다닐 수 있게 되었다. 멀리서 보면 지형의 생김새가 오동잎처럼 보이며, 옛날에는 오동나무가 빽빽이 들어서 있었기 때문에 오동도라 불렸다.

## 현황
1935년 일제강점기에 길이 768m, 너비 7m의 방파제가 3년에 걸쳐 완공되어 섬에 이르는 통로를 겸하고 있다. 섬 전체가 동백나무와 식대 등 상록수로 덮여 울창한 숲을 이루고, 해안에는 기암절벽이 줄지어 있어 식물경관은 물론 해안경치도 아름다워 1968년 한려해상국립공원으로 지정되었다.
조선시대에는 수군연병장으로 사용되기도 하였다.
현대에 들어서는 여수시의 대표적 관광지로 자리매김 했으며, 1996년부터는 오동도를 오가는 셔틀버스 '동백열차'가 운행되고 있다. 1998년에는 오동도 관광식물원이 문을 열었고, 2002년에는 걷고 싶은 맨발공원이 조성되었다. 2002년 관광 식물원 자리에 식물원을 철거하고 음악 분수대가 만들어졌다.

## 사진

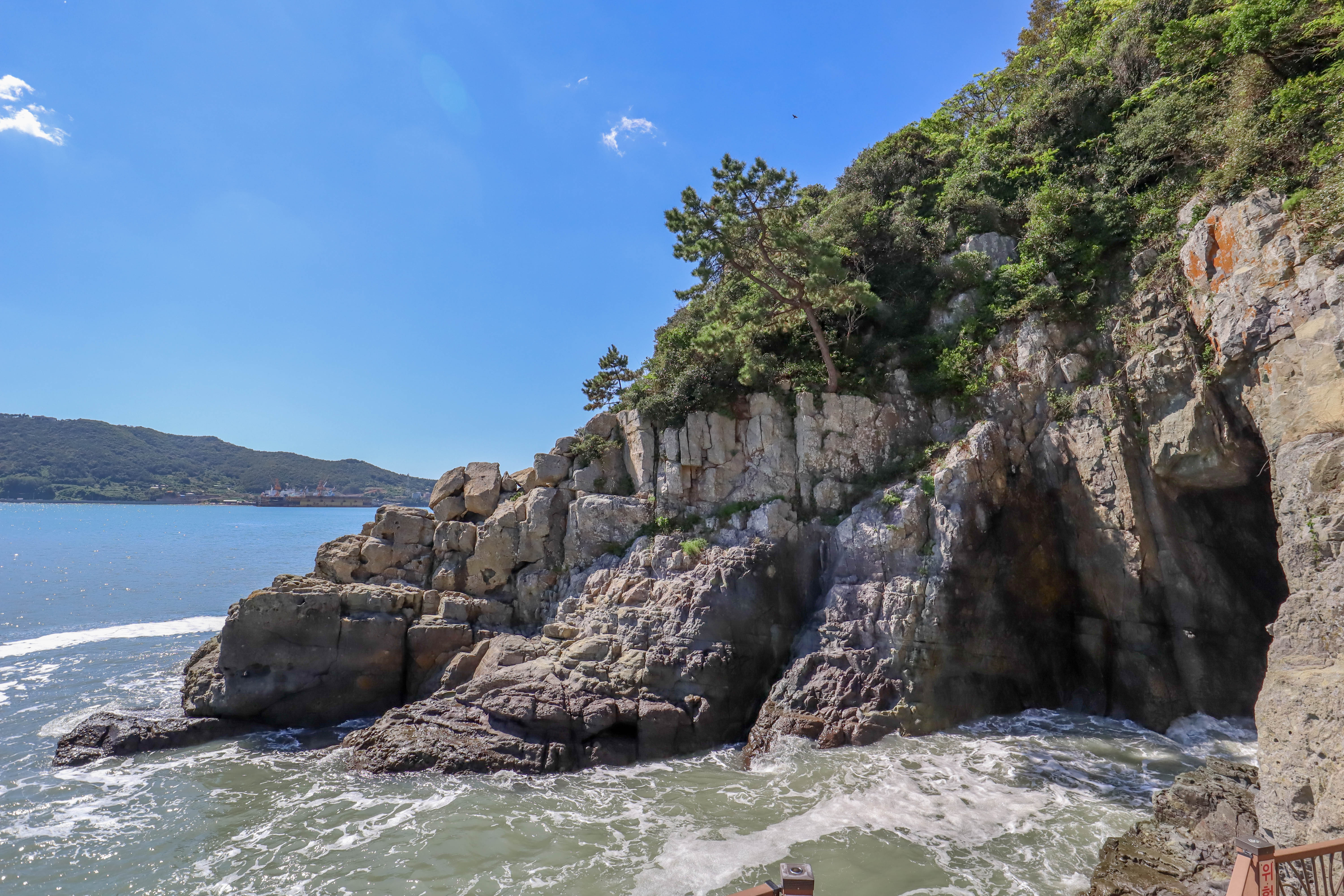
오동도 용굴
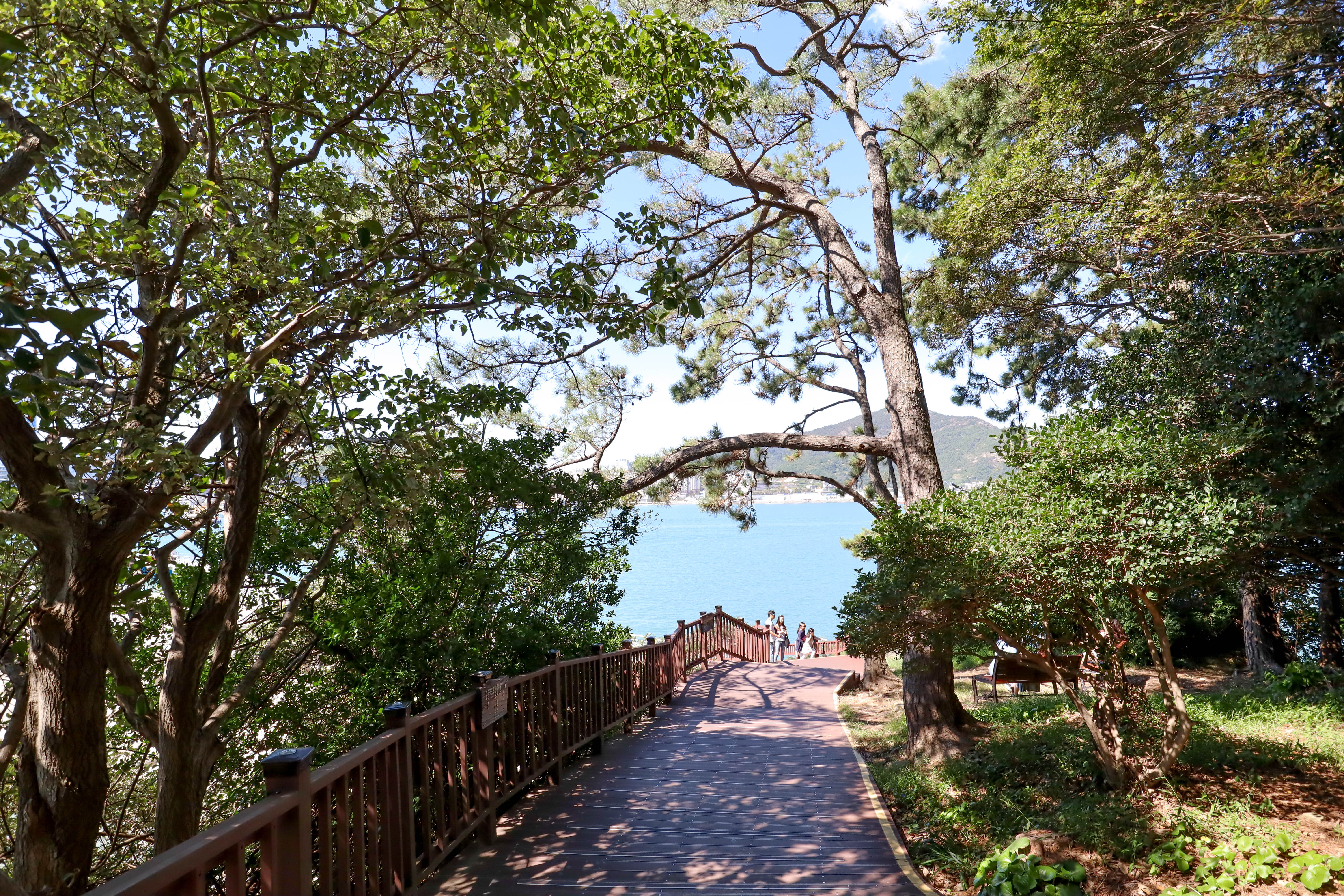
오동도 산책로
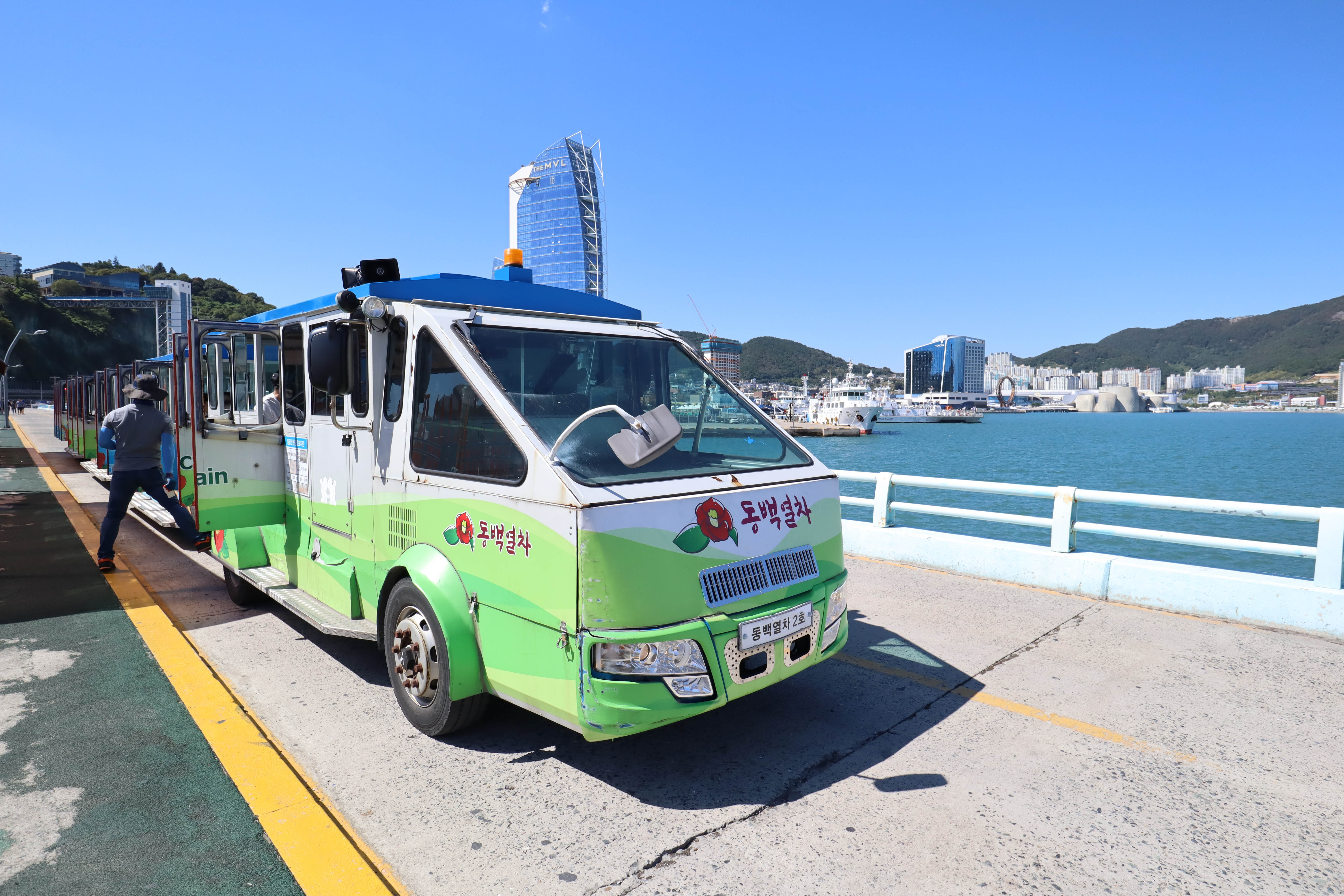
오동도 셔틀열차 '동백열차'
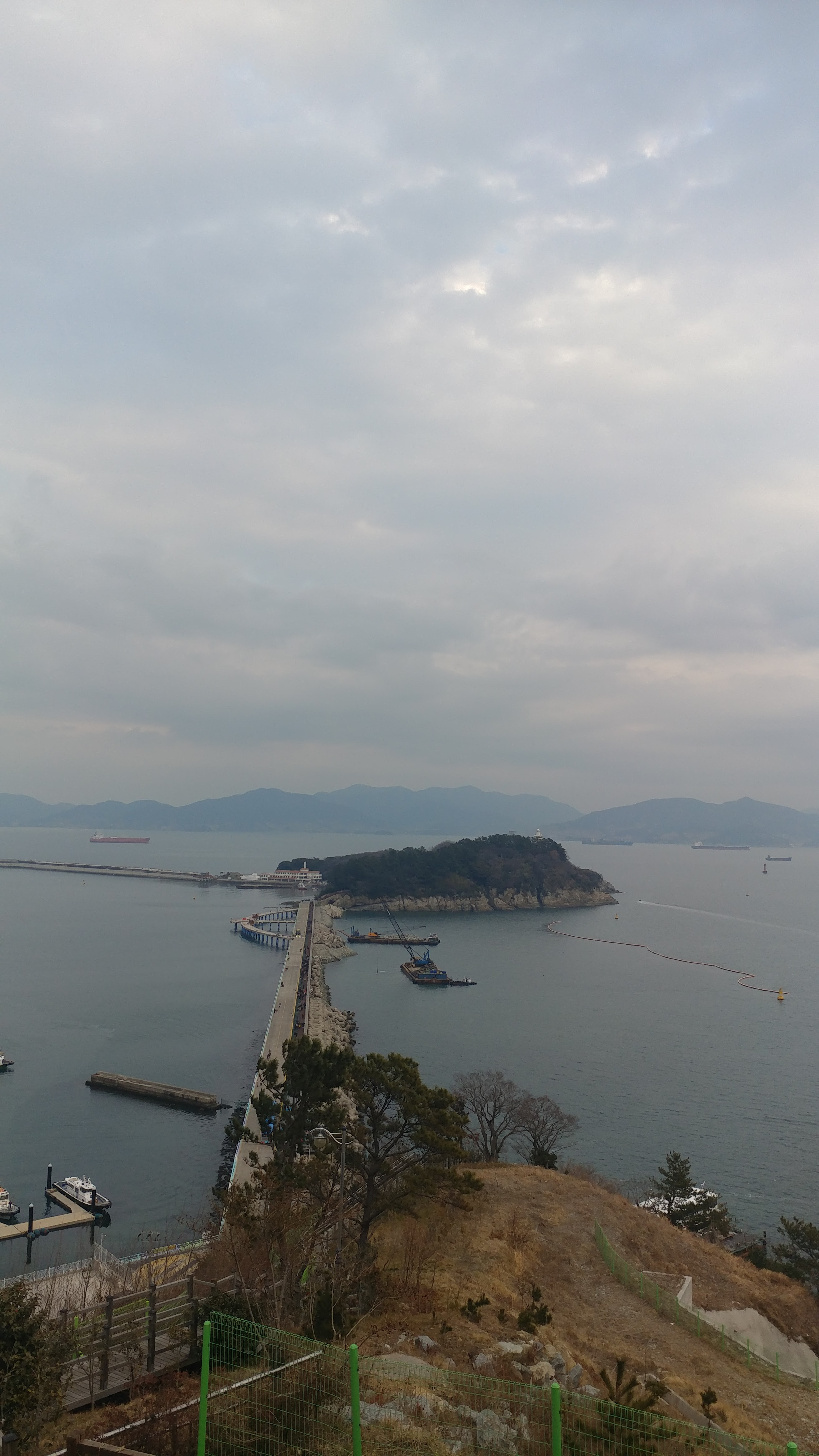
오동도
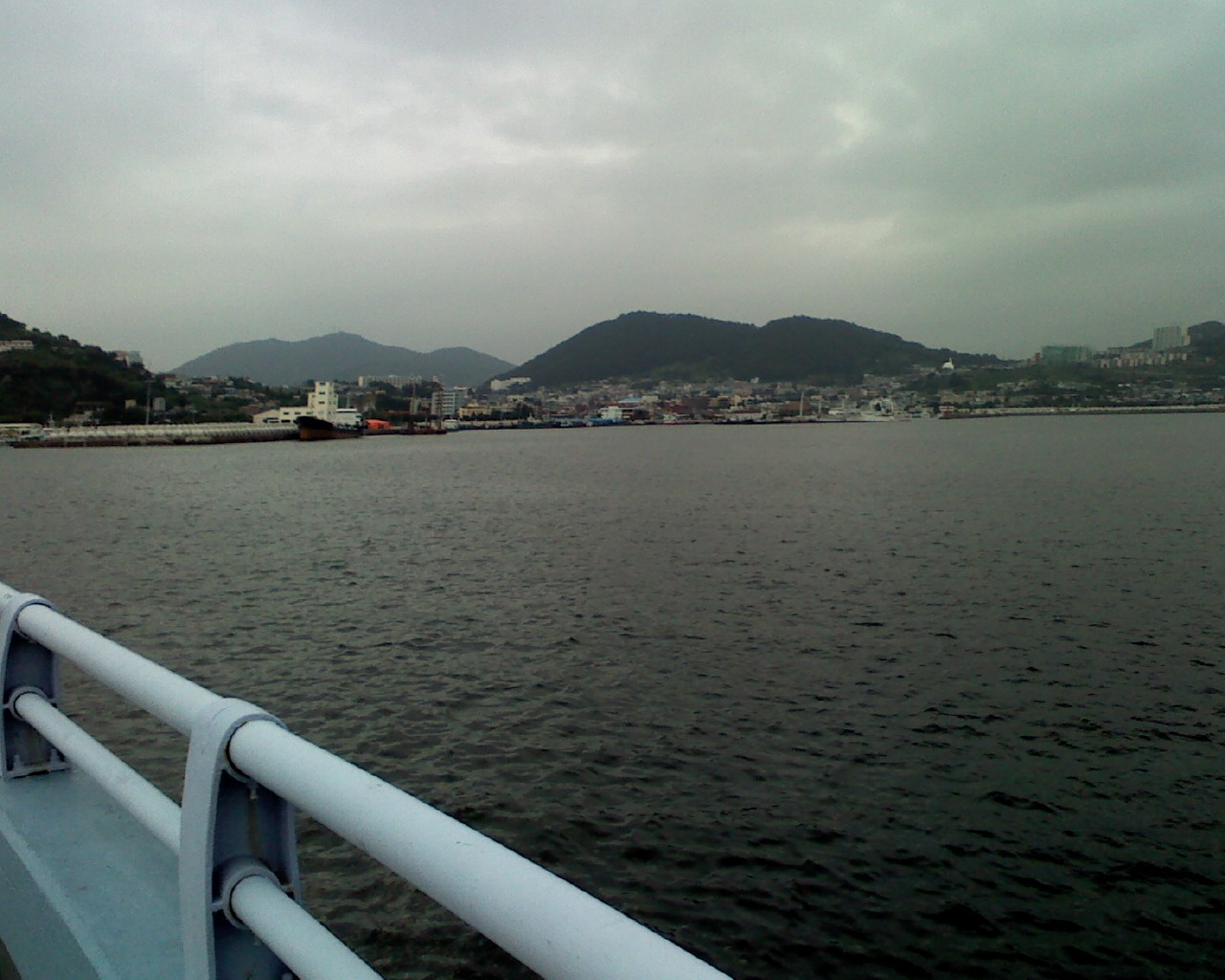
오동도 방파제에서 여수항을 바라보고 찍은 사진
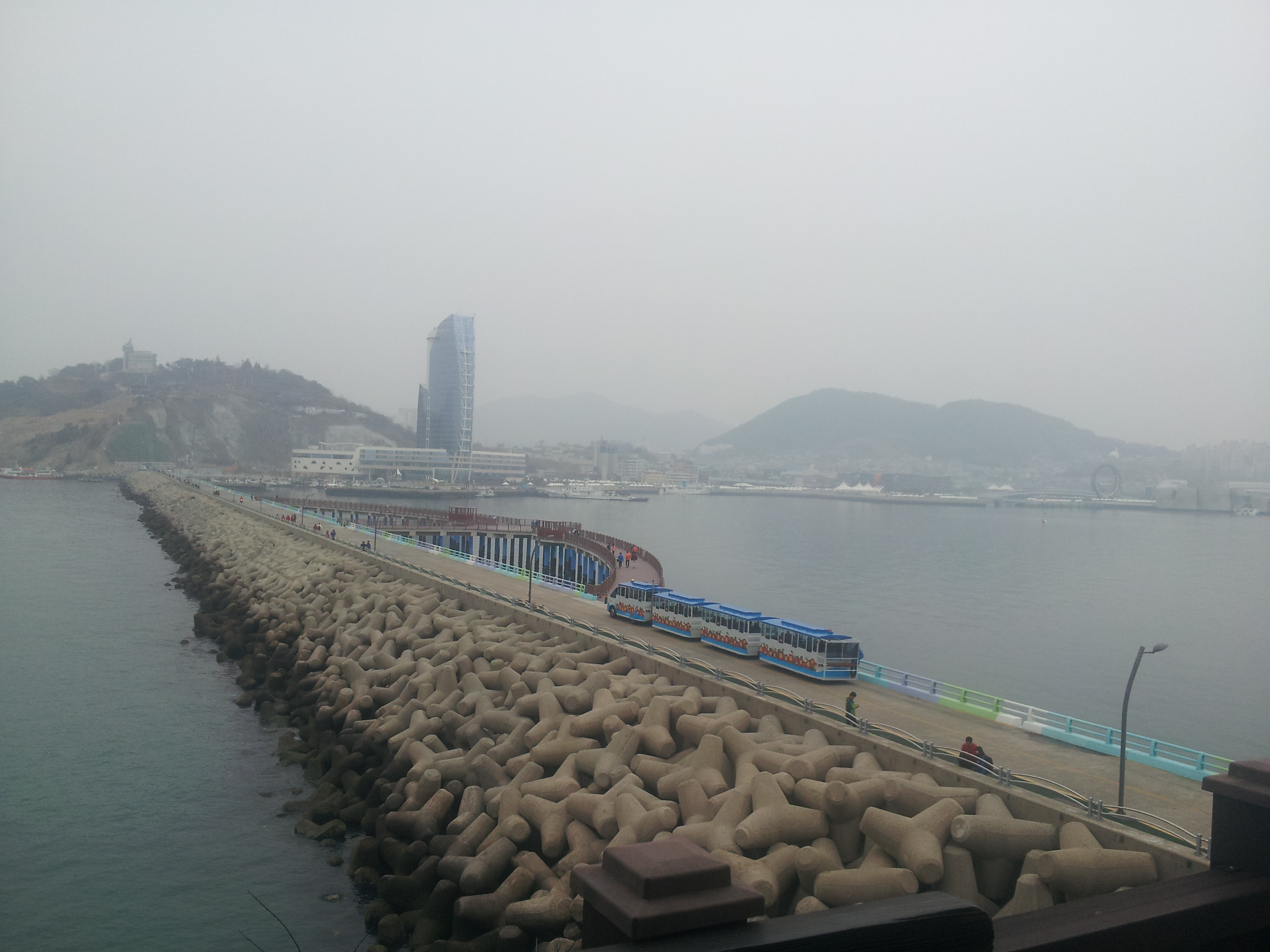
오동도 방파제
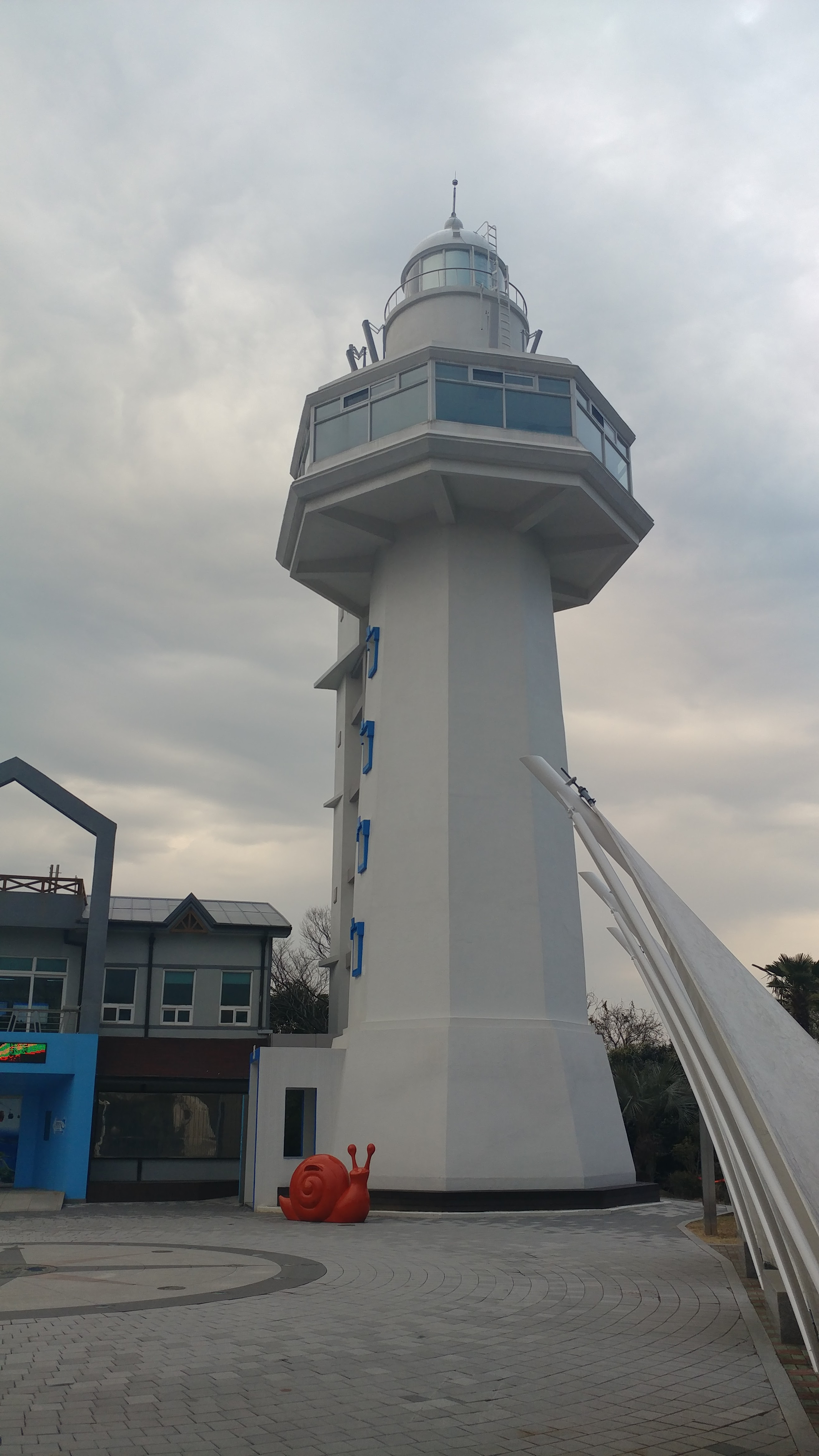
오동도 등대
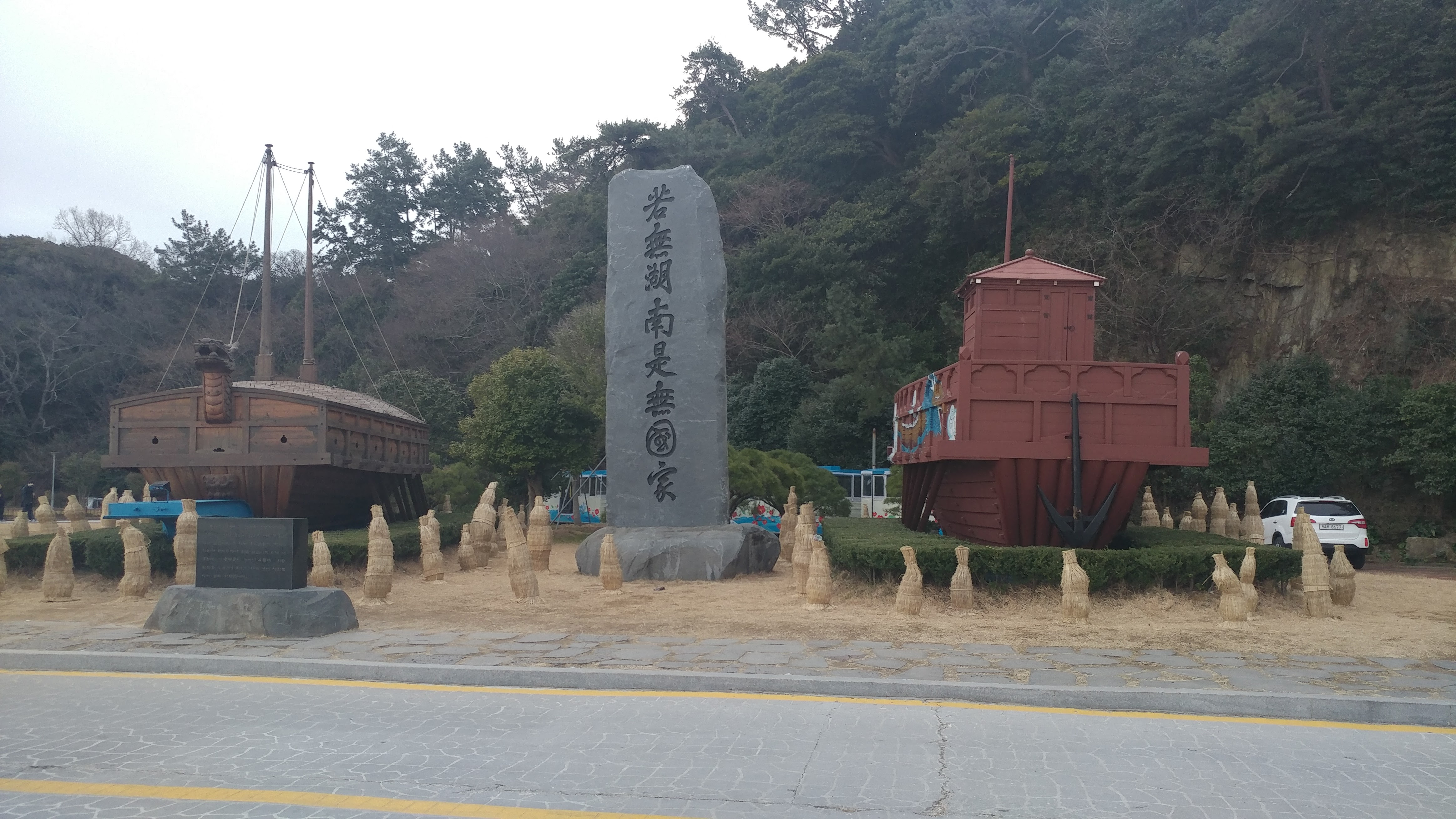
오동도에 전시된 거북선 모형
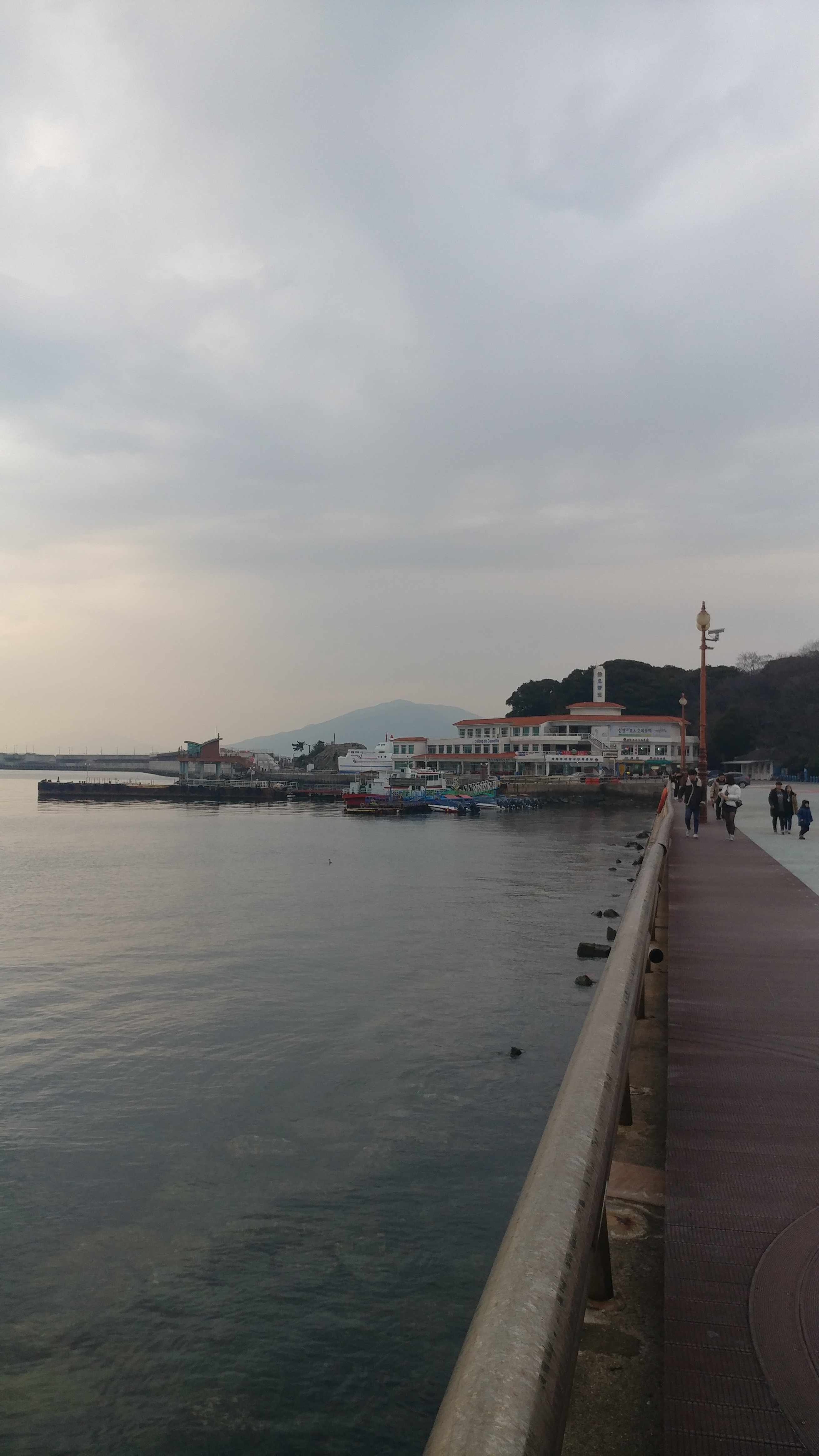
오동도로 가는 길
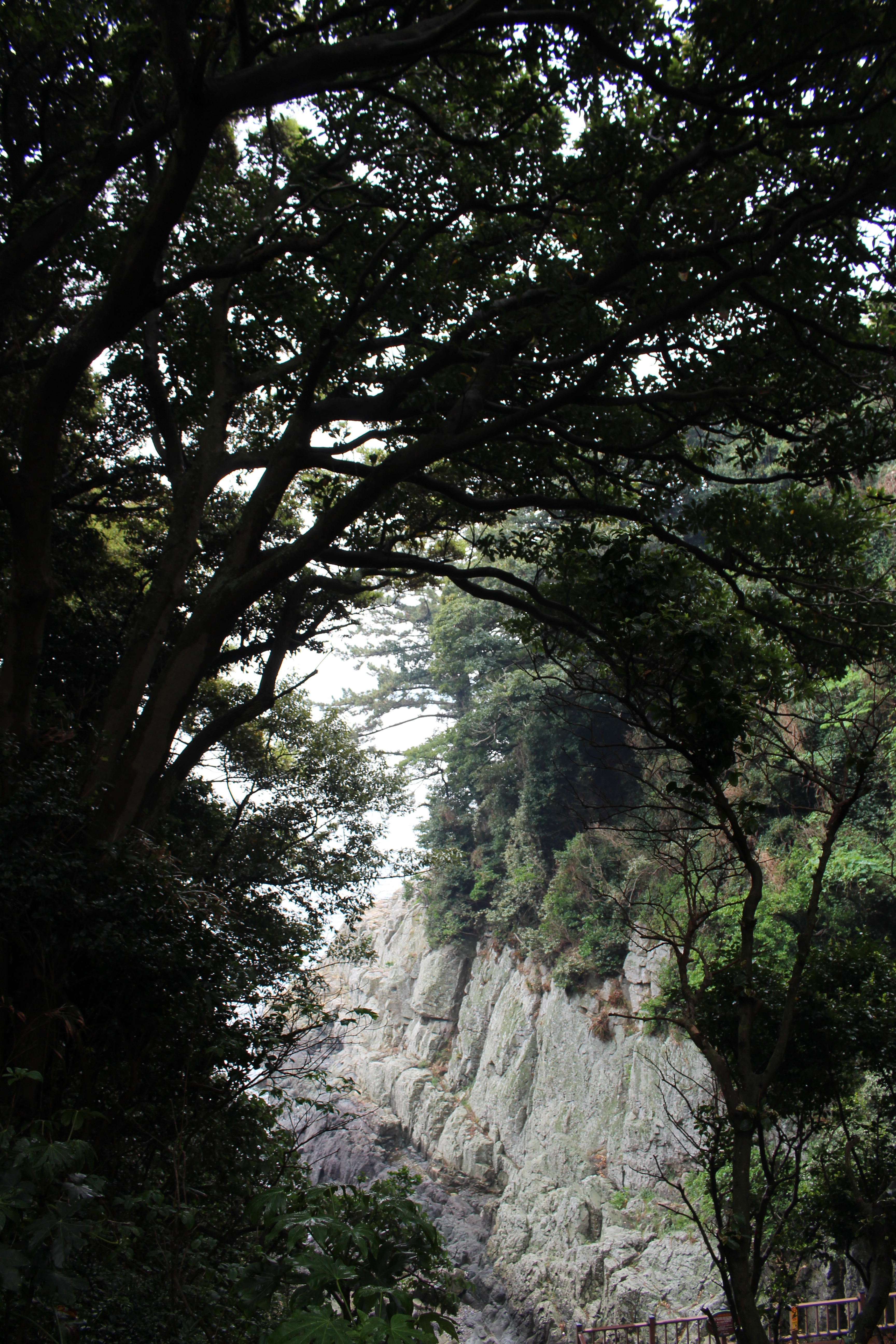
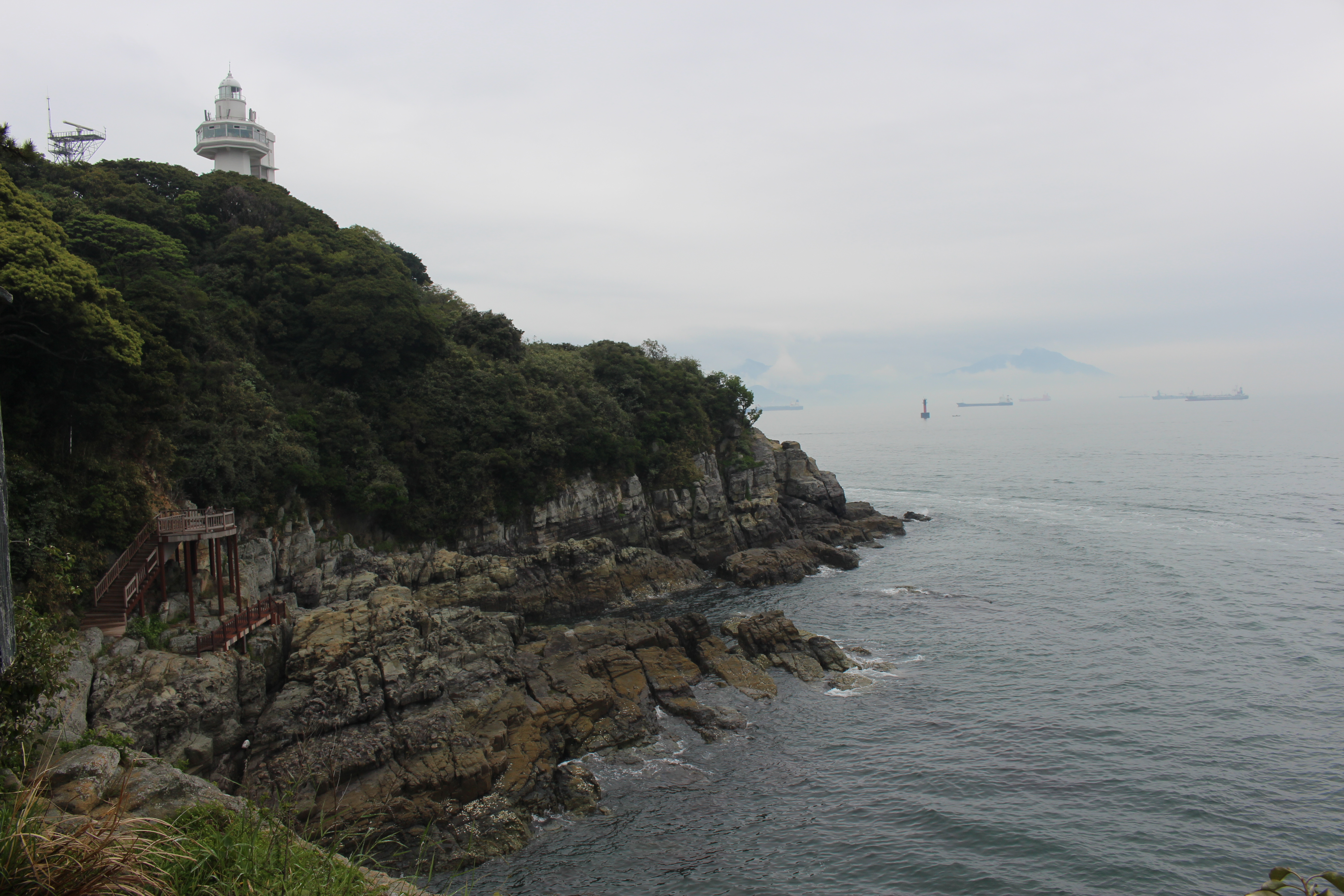
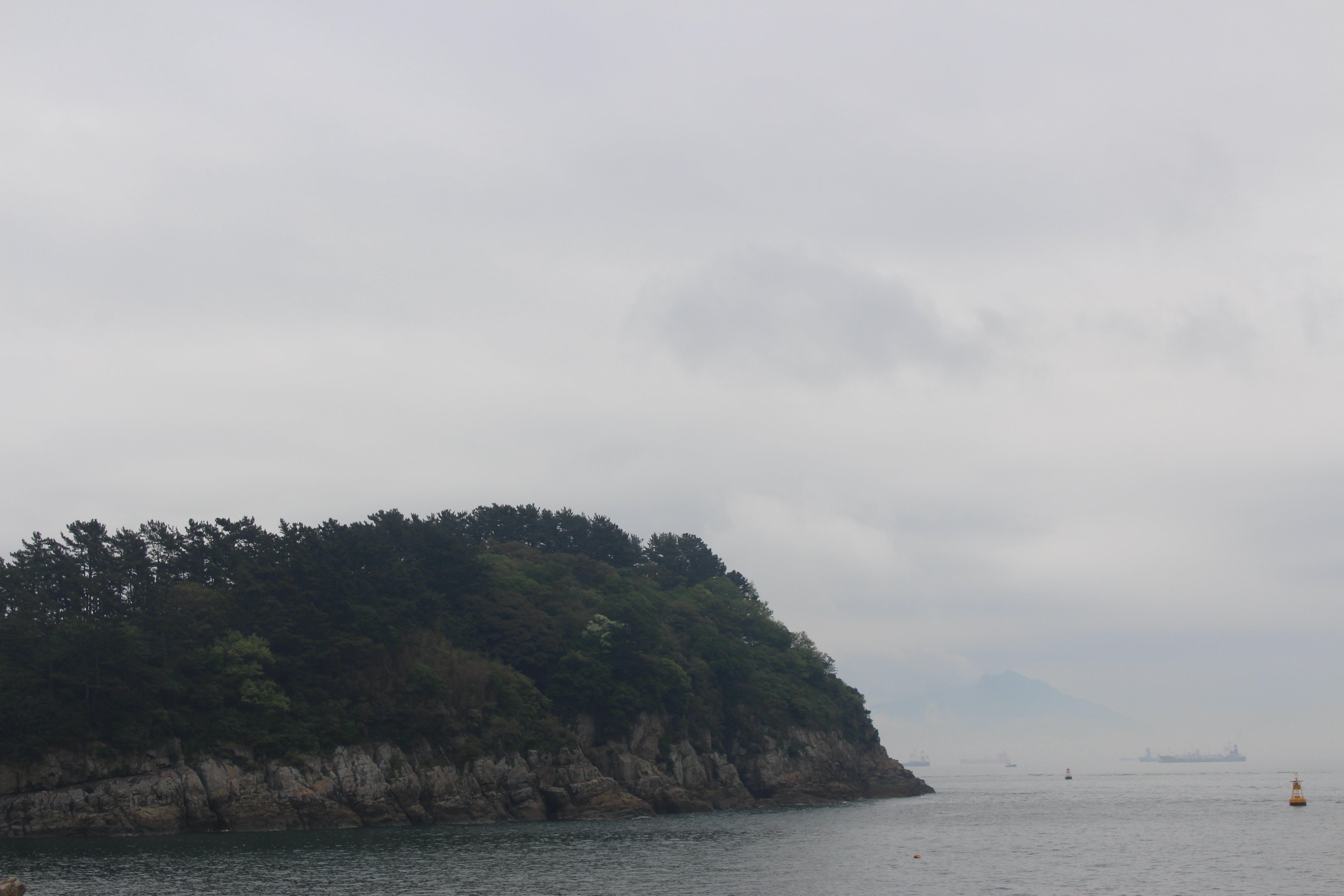
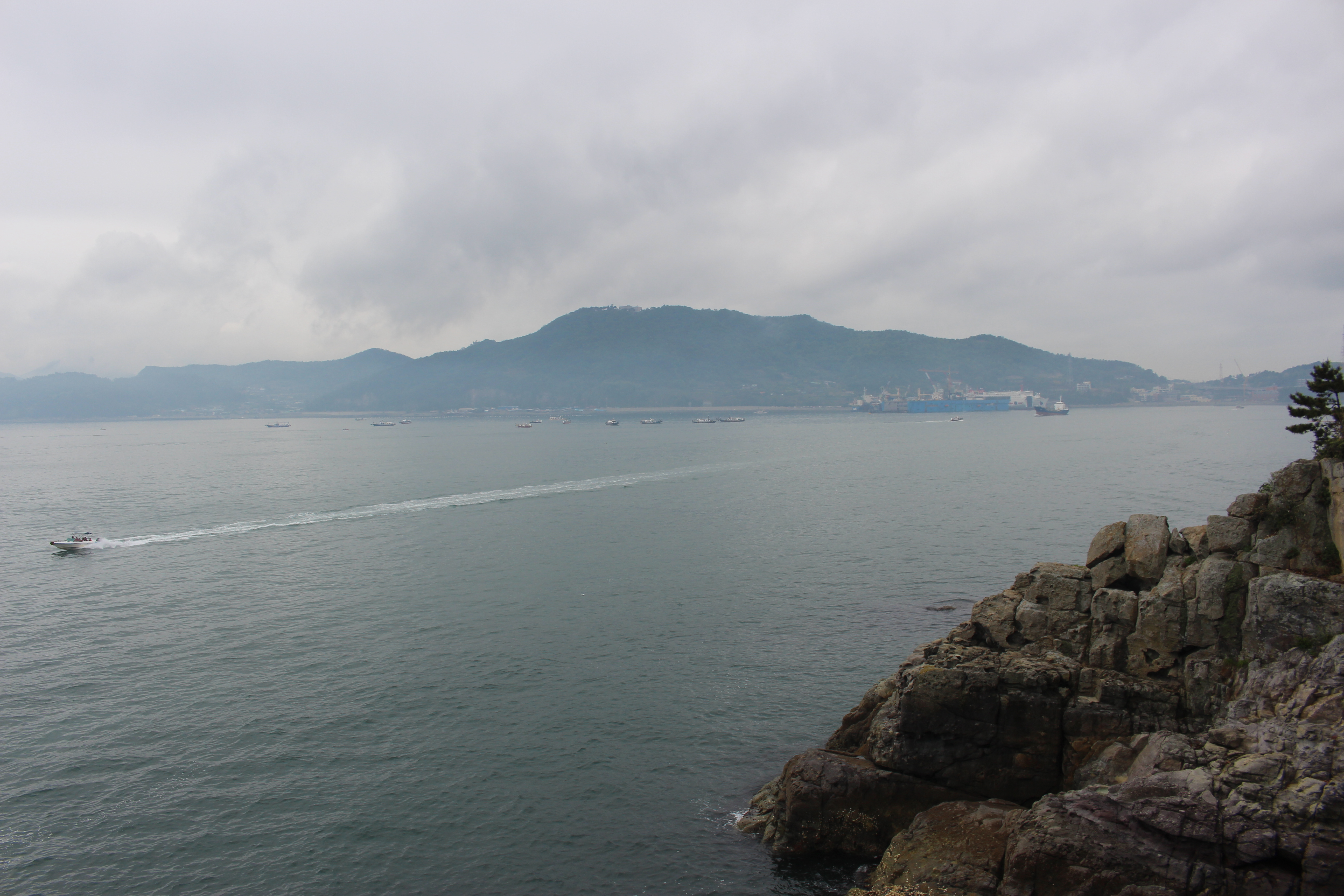
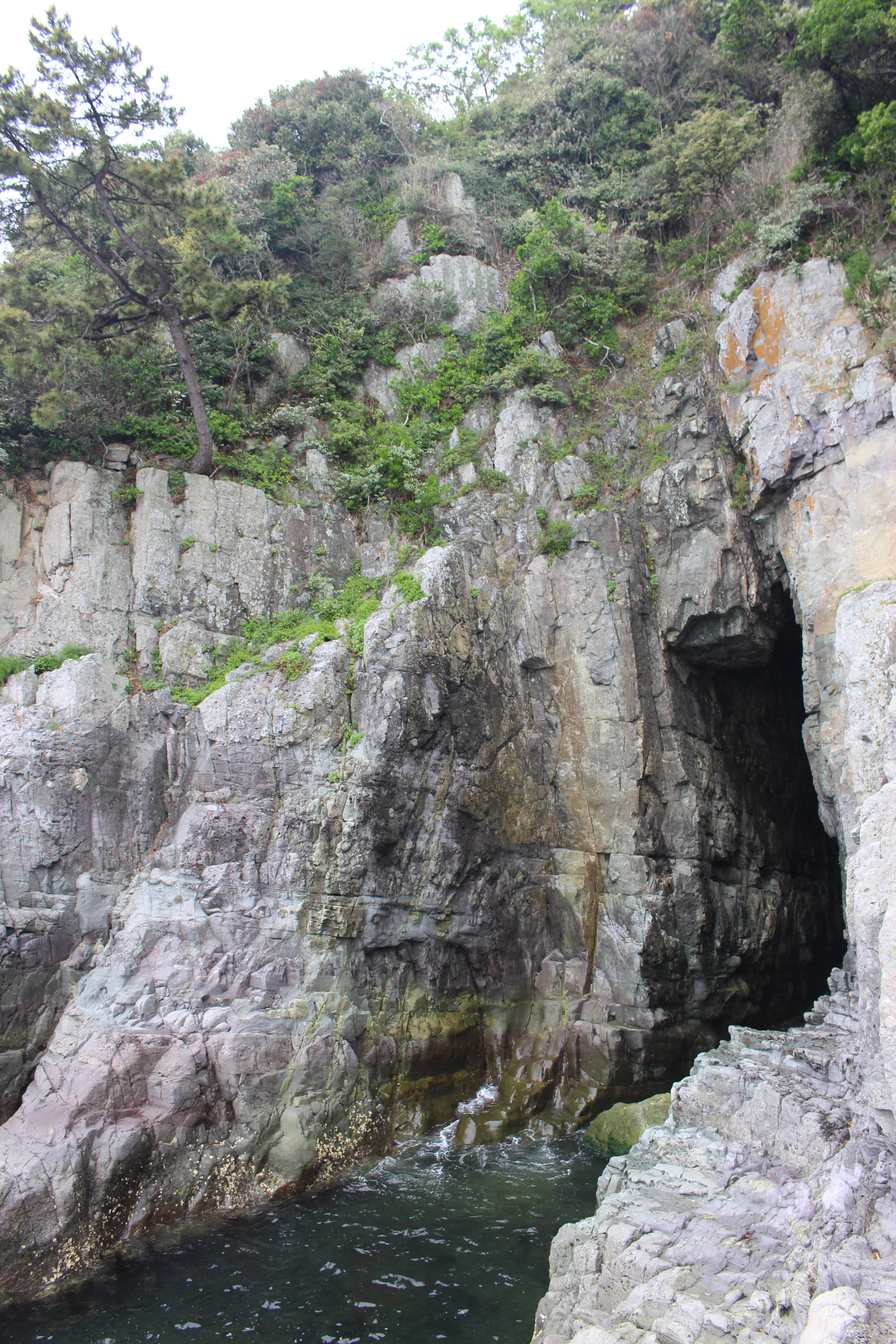

## 참고 문헌
- 이 문서에는 다음커뮤니케이션(현 카카오)에서 GFDL 또는 CC-SA 라이선스로 배포한 글로벌 세계대백과사전의 내용을 기초로 작성된 글이 포함되어 있습니다.